# 埃科 (路易斯安那州)
埃科（英語：Echo）是位於美國路易斯安那州拉皮德堂區的一個普查規定居民點。

## 人口
根據2020年美國人口普查的數據，埃科的面積為4.51平方千米，當中陸地面積為4.51平方千米，而水域面積為0.00平方千米。當地共有人口352人，而人口密度為每平方千米78.05人。